# 太陽にほえろ!のエピソード一覧 (1972年7月 - 1974年8月)
太陽にほえろ!のエピソード一覧（たいようにほえろ!のエピソードいちらん）は日本テレビ系列で放送された『太陽にほえろ!』シリーズの放送タイトルである。ここでは全718話のうち、1972年7月21日から1974年8月30日までに放送された第1話から第111話までを記述する。萩原健一のマカロニ刑事と、松田優作のジーパン刑事がメインで『太陽にほえろ！』初期の、人気急上昇中だった時代の放送回である。第1話、第52話の脚本は小川英。第1話のゲストは水谷豊、第20話のゲストは沢田研二である。萩原は、やはり日本テレビで1974年から『傷だらけの天使』に主演した。
本記事以外のエピソードについては太陽にほえろ!#放送リストのリンクを参照。

## マカロニ刑事編
| 話数   | 放送日         | サブタイトル             | 脚本                       | 監督       | ゲスト |
| ------ | -------------- | ------------------------ | -------------------------- | ---------- | --- |
| 第1話  | 1972年 7月21日 | マカロニ刑事登場!        | 小川英 長野洋              | 竹林進     | 武田ウタ：賀原夏子 美山優子：山東昭子、竹内六郎：片岡五郎／「パークサイド」マスター：浜畑賢次（うたた賢）、守：水谷豊 拳銃密売組織の一味：林邦史朗、石山克己／武田昌之、由佳：鹿沼エリ、伴藤武 吉田進、中村和夫、「パークサイド」店員：鹿島信哉／石川隆昭、西条美加子、佐藤けん                             |
| 第2話  | 7月28日        | 時限爆弾街に消える       | 小川英 武末勝              | 竹林進     | 三田幸吉：松山省二 吉田柳児、七曲署署員：御影伸介、安岡孝吉 小出宏、菅野園子、新井玉青 七曲署署長：野口元夫／藤山竜一、ボート小屋の主：里木左甫良 |
| 第3話  | 8月4日         | あの命を守れ!            | 永原秀一                   | 沢田幸弘   | 早川亮：河原崎健三 早川徹：練木二郎／アーサー・ラインハート：オスマン・ユセフ、林寛一 岡本隆／森下明、大島光幸 梶原左右衛門：大辻しろ、直子：黒沢のり子 |
| 第4話  | 8月11日        | プールサイドに黒いバラ   | 田波靖男 四十物光男        | 沢田幸弘   | 村岡房江(特別出演)：浜美枝 美山優子：山東昭子、竹内六郎：片岡五郎／七曲署署長：野口元夫、永谷悟一 峰恵研、池水通洋、山田貴光／浅井みゆき、都家歌六、田川恒夫 南：深江章喜／岸和田：浜田晃、麻薬捜査官：宇南山宏                                                                                             |
| 第5話  | 8月18日        | 48時間の青春             | 永原秀一                   | 小澤啓一   | 木下：井上孝雄 渡辺貞男、森下明／片岡一、新井一男 上坂夫人：八木昌子、岩田：武藤章生 藤沢潔：二瓶康一 |
| 第6話  | 8月25日        | 手錠と味噌汁             | 桜井康裕                   | 小澤啓一   | 武田ウタ：賀原夏子 守衛：浅野進治郎、吉川道夫：相原巨介／田中力、竜のり子 谷昭一：真家宏満／上田忠好、梅田部長：増田順司 谷の母：中北千枝子 |
| 第7話  | 9月1日         | きたない奴               | 小川英 鴨井達比古          | 竹林進     | 寺林大五郎：安部徹 寺林組組員：上野山功一、寺林夫人：三田桃基子 平田：大神信、三村：八木光生／岡田二郎：藤田漸、布施幸代 持田弘：佐久間三雄、寺林洋子：吉岡ゆり |
| 第8話  | 9月8日         | 真夜中の刑事たち         | 田波靖男 四十物光男 小川英 | 竹林進     | 「ブランシュ」バーテン：長谷川明男 田中：宗近晴見、山田はるみ バー女将：三枝美恵子、小磯マリ／山中敏子：藤山律子、「宗吉」店員：山崎猛 長沢弘：村井国夫、田中智子：松木路子 |
| 第9話  | 9月15日        | 鬼刑事の子守歌           | 小川英 鴨井達比古          | 手銭弘喜   | 牧村紀子：松岡きっこ 牧村弘子：徳永れい子／金子勝美、高野淳子：伊井利子 石橋健、安立俊江／美山ゆみ、平井佳代 横山俊一：木村博人／葉山美樹、川口節子 |
| 第10話 | 9月22日        | ハマッ子刑事の心意気     | 小川英 鴨井達比古          | 手銭弘喜   | 久保刑事：沖雅也 マイク・ムーア：ハワード・グロスベック／松風はる美、三笠れい子、北九州男 山田禅二、新井：福岡正剛、玉川長太／鴨田喜由、滝義郎、根岸美恵子 田丸捜査係長：玉川伊佐男／西川恵子：進千賀子、三浦昭二：高宮敬二                                                                                 |
| 第11話 | 9月29日        | 愛すればこそ             | 永原秀一 峯尾基三          | 金谷稔     | 小池由起子：太地喜和子 山村高子：町田祥子／医師：弘松三郎、杉山俊夫 小林勝也、上田侑嗣、大川義幸／土田清美、玉井碧、福井淑恵 小池邦夫：郷鍈治 |
| 第12話 | 10月6日        | 彼は立派な刑事だった     | 長野洋 小川英              | 金谷稔     | 川本俊雄：平田昭彦 石部：天草四郎／川本夫人：吉野佳子、小柴隆 山中貞則、三木敏彦／おでん屋屋台の主人：大村千吉、菊地直美 横尾克敏：川辺久造／隆：寺田誠 |
| 第13話 | 10月13日       | 殺したいあいつ           | 小川英 武末勝              | 手銭弘喜   | 西大寺正夫：小林勝彦 用心棒：松崎真／村田弁護士：田中力、ホテルのバーマスター：若尾義昭 「宗吉」の客：沢りつお、山下啓介／荒井一夫、柿木啓至 用心棒：宮口二朗、里見陽子：土井かつえ |
| 第14話 | 10月20日       | そして拳銃に弾をこめた   | 長野洋 小川英              | 手銭弘喜   | 哲夫：渡辺篤史 高木：仙波和之／悪徳興行師：菊池英一、山内明 石川誠／里見潤、画家：加瀬麗子 笹沢啓子：鳥居恵子 |
| 第15話 | 10月27日       | 拳銃とトランペット       | 小川英 中野顕彰            | 金谷稔     | サム・ジョーンズ：チコ・ローランド 天坊準、向井淳一郎／吉田未来、サチオ：佐藤仁哉 小磯マリ、バーの客：北川陽一郎／奥山正勝、水沢伶子 中川：多々良純 |
| 第16話 | 11月3日        | 15年目の疑惑             | 鴨井達比古                 | 金谷稔     | 中沢信二：武内享 柴田：市村昌治、守屋俊志 江原一哉／広瀬公彦、汐見直行 高橋：武藤章生、中沢夫人：本山可久子 |
| 第17話 | 11月10日       | 俺たちはプロだ           | 長野洋 小川英              | 竹林進     | 小田切：成田三樹夫 島岡：中井啓輔／ケン：平泉征、ノボル：中村俊男 常東銀行支店長：松尾文人、常東銀行警備員：今井和雄／昇：大下真司、島岡治：本島一宏 島岡早苗：河村有紀／田丸：玉川伊佐男 |
| 第18話 | 11月17日       | つかみそこねた夢         | 永原秀一                   | 竹林進     | 貢：沖田駿一 武田一彦／伊藤健、輝夫：内藤栄造 所雅樹、大川真一郎／山田修一、植村亮治 一ノ瀬健、藤滝薫：竹下景子 |
| 第19話 | 11月24日       | ライフルが叫ぶとき       | 石森史郎                   | 金谷稔     | 高野：地井武男、松山：小笠原弘 |
| 第20話 | 12月1日        | そして、愛は終った       | 市川森一                   | 金谷稔     | 清坂貞文(友情出演)：沢田研二 川村キヨ：千石規子、克子：神鳥ひろ子 産婦人科黒木医院院長：木田三千雄／有川兼光、増田元男 九条絹子：三条泰子 |
| 第21話 | 12月8日        | バスに乗ってたグーな人   | 小川英 鴨井達比古          | 山本迪夫   | 寺沢彩子(特別出演)：星由里子 神谷：江見俊太郎／山田：勝部演之、小野：石山雄大 寺沢の母親：露原千草、神弘予／遠藤義徳、池田勝美 高橋義治、大宮幸悦／バス運転手：柿木恵至、野本博、芦田昌子 |
| 第22話 | 12月15日       | 刑事の娘                 | 長野洋                     | 山本迪夫   | 菅井：千波丈太郎 大蔵署刑事：幸田宗丸、吉井：三上剛 石川幸次：平野康、野崎良子：井岡文代、上田侑嗣 提督建工工場長：中島元、野崎康江：西朱美 |
| 第23話 | 12月22日       | 愛あるかぎり             | 永原秀一 峯尾基三          | 金谷稔     | 山村高子：町田祥子 医師：弘松三郎、鷹市太郎 奥山正勝、遠山智英子、新井一夫 中川加奈、戸塚志郎：根岸一正 |
| 第24話 | 12月29日       | ジュンのお手柄           | 田波靖男 四十物光男        | 金谷稔     | 内田宗吉：ハナ肇 岩本の共犯：中庸介、岩本裕三：中山克己／竹内六郎：片岡五郎 派出所の巡査：小倉雄三、佐竹一男、玉村駿太郎／進藤幸、西郷昭治、野本博 美山優子：山東昭子 |
| 第25話 | 1973年 1月5日  | 手錠が朝日に光った       | 小川英 鴨井達比古          | 金谷稔     | 中島栄子：土田早苗 駐在所の巡査：大宮貫一、石川宏士郎、田方美代子 佐々木睦雄、観光船の船員：戸塚孝、観光船の船員：大宮幸悦 香山：浜田晃、森田誠：石立和男 |
| 第26話 | 1月12日        | みんな死んでしまった     | 長野洋 小川英              | 金谷稔     | 樋口利兵衛：菅井一郎／古屋船長：成瀬昌彦 巡査：奥村公延、成松守／峯秀一、杉浦賢次 坪内俊蔵、古屋に雇われた男：戸塚孝／大宮光悦、大前田武 山口：山本麟一／光子：倉野章子 |
| 第27話 | 1月19日        | 殺し屋の詩               | 小川英 鴨井達比古          | 竹林進     | 松本隆志：近藤正臣、ハリス・マーストン：オスマン・ユセフ、中村哲 |
| 第28話 | 1月26日        | 目には目を               | 永原秀一 武田宏一          | 竹林進     | 滝沢欣三：河津清三郎 三木透：服部哲治、野口：西川敬三郎／松原麻里、上田眞由美：加藤真知子 大谷一夫、直木みつ男／築地博、佐藤勝貫、西山健二 滝沢節子：金井由美／上田：永井柳太郎 |
| 第29話 | 2月2日         | 奪われたマイホーム       | 石松愛弘                   | 山本迪夫   | 寺川：下条正己、寺川夫人：本山可久子 寺川悦子：伊藤めぐみ／新井一夫、小坂生男、高橋義治 天坊準／寺川の側近：上野山功一、早川研吉 山村高子：町田祥子／葉村：高品格 |
| 第30話 | 2月9日         | また若者が死んだ         | 長野洋 永岡忍              | 山本迪夫   | 二郎の兄：石田信之、二郎：水谷豊 健：小沢直平、内田武樹／森本三郎、片野由紀子 市川泰子：木下ゆづ子／トラックの目撃者：辻シゲル、岡本隆、「ブラックホース」従業員：戸塚孝 野口巡査の母：川上夏代／美樹：高樹蓉子、派出所の老巡査：山田禅二                                                                   |
| 第31話 | 2月16日        | お母さんと呼んで         | 田波靖男 四十物光男        | 沢田幸弘   | 秋津夏江：赤座美代子 誘拐犯：福崎和宏、たうみあきこ、藤沢浩司／森下明、バスのチンピラ：戸塚孝、大島光明 靴の修理屋：夏木順平、田端芳子、豊村真理子、バスの乗客の女性：桂木美加／竹田将二、片野典子、三戸悦子、柴山洋子 誘拐犯：林ゆたか、秋津みどり：青木英美／秋津大四郎：河村弘二                         |
| 第32話 | 2月23日        | ボスを殺しに来た女       | 鎌田敏夫                   | 沢田幸弘   | 石田刑事：佐藤慶 鹿島信哉、中川昌也、長浜哲平／宮田弘子、川口節子、美山ゆみ 菅原慎予、樋口雅子、香川リサ、中央病院医師：今井和雄／森康子、佐野刑事：柿木恵至、鑑識課員：北川陽一郎、小海とよ子 慶子：小林夕岐子／貝塚将司：井上博一 西山：高橋明                                                            |
| 第33話 | 3月2日         | 刑事の指に小鳥が....     | 市川森一                   | 金谷稔     | 谷口澄江：吉行和子 辻健二：練木二郎／島京子：三谷文乃 山口譲、川瀬秀司／上野郁巳、高橋裕二 谷口浩三：柳生博 |
| 第34話 | 3月9日         | 想い出だけが残った       | 鴨井達比古                 | 金谷稔     | 三浦加代子：江波杏子 神山和雄：沼田曜一／増田隆志：村山達也、西田：木村博人 進藤幸、伊藤正博、ブティック店主：松尾文人／国友康夫：柄沢英二、黒崎勇、大林秘書：小倉雄三 三浦邦彦：早川保 |
| 第35話 | 3月16日        | 愛するものの叫び         | 鎌田敏夫                   | 土屋統吾郎 | 深道弓子：小泉一十三 武田一彦、松田優作※テスト出演／情報屋：二見忠男 酔っぱらい収容所職員：向井正人、橋詰由美／小竹外登美、若狭夕紀 野田佐代子：友田順子／アパートの家主加藤土代子 |
| 第36話 | 3月23日        | 危険な約束               | 市川森一 山田正弘          | 山本迪夫   | 坂口：沖田駿一 瀬木刑事：中井啓輔／小林千鶴子、戸倉：波多野憲 岸野小百合、高山秀雄／次朗：高橋征郎、竹内照夫 「旅路」の客（ヤクザ）：山岡徹也、江崎啓子：真屋順子／「旅路」の客（老人）：宮坂将嘉 |
| 第37話 | 3月30日        | 男のつぐない             | 永原秀一                   | 土屋統吾郎 | 今井健二、堀田：穂積隆信、大場：樋浦勉、七曲署署長：南原宏治 |
| 第38話 | 4月6日         | オシンコ刑事誕生         | 長野洋 小川英              | 山本迪夫   | 内田宗吉：ハナ肇 緒方正一：天田俊明／国睦子、中尾の知人：辻シゲル 中尾文二：綾川香、真木沙織、アパートの住人：大泉滉／連れ込み宿の女将：福田トヨ、小田まり、田川恒夫 七曲署署長：南原宏治／菊地正嗣：川合伸旺                                                                                               |
| 第39話 | 4月13日        | 帰って来た裏切者         | 石松愛弘                   | 竹林進     | 白木剛：宍戸錠 満智子（木村知子）：平井道子、村井宏／佐羽裕子、小貫瑞恵 来栖：川辺久造／西田：内田勝正 白木房江：菅井きん／七曲署刑事：玉川伊佐男 |
| 第40話 | 4月20日        | 淋しがり屋の子猫ちゃん   | 長野洋 小川英              | 竹林進     | 松浦百合：四方正美 野崎康江：西朱実、野崎良子：井岡文世／鈴木士郎、亀山靖博 吉井：中庸介／杉山俊夫 松浦一也：夏夕介 |
| 第41話 | 4月27日        | ある日、女が燃えた       | 鎌田敏夫                   | 土屋統吾郎 | 七曲署署長：南原宏治 森るみ子、芦田昌子、会議場前の男：池田生二／寿司屋の出前持ち：土屋靖雄、風俗業界の男：石井宏明、杉浦千江子 田野村課長：西川敬三郎、高田助手：北川陽一郎、佐野哲也／会議場前の男：向井順一郎、会議場前の男：今井和雄、山下の兄：森本景武、佐野禎男 川村真紀：牧紀子／影山英俊：浅香春彦 |
| 第42話 | 5月4日         | 知らない街で....         | 小川英 中野顕彰            | 土屋統吾郎 | 北和泉署・古山刑事：小栗一也 黒岩の愛人：戸部夕子／古山の娘：京春上、貫恒実 西次朗：松本伊佐武、石川隆昭、築地博／久本昇、岡本隆、金子富士雄 黒岩社長：神田隆／北和泉署・新谷刑事：久富惟晴 |
| 第43話 | 5月11日        | きれいな花にはトゲがある | 小川英 鴨井達比古          | 斎藤光正   | 七曲署署長：南原宏治 桐野大吾：山本武、検事：奥野匡／医師：野村明司、桐生かほる 「ジュリー」マスター：鹿島信哉、籾山豊、浜口の上司：加藤茂雄／宮原貴子、安藤純子、宗岡千恵子 西田智子：二本柳敏恵／沢村弁護士：高野真二                                                                                     |
| 第44話 | 5月18日        | 闇に向って撃て           | 市川森一                   | 斎藤光正   | 鮫島勘五郎：藤岡琢也 花房歯科医院・院長：岸井あや子、歌川千恵／大野広高、中川昌也 多田幸雄、歯科医：勝部義夫／小松英三郎、由起卓也 久保清：明石勤、高田裕史 |
| 第45話 | 5月25日        | 怒れ!マカロニ            | 永原秀一 峯尾基三          | 山本迪夫   | 早川清：高岡健二／早川由美：井上れい子 植松：木村博人／岡本隆、影山龍之 遠矢孝信、尾崎孝二／金井哲男、都家歌六 工藤：和崎俊也／田所：田中浩 |
| 第46話 | 6月1日         | 黒幕は誰だ               | 鎌田敏夫                   | 山本迪夫   | 三浦：藤竜也 坂口会長：伊沢一郎／荒木保夫、朝倉宏二 七曲署部長：幸田宗丸、七曲署部長：入江正徳／坂口の部下：菊地英一、林寛一 三浦の愛人：奈美悦子 |
| 第47話 | 6月8日         | 俺の拳銃を返せ!          | 小川英 武末勝              | 土屋統吾郎 | 佐原信一：森本レオ／井口武夫：柳生博、大木：中村孝雄 遠藤進：福岡正剛、木島新一／山田はるみ、城東署山本町派出所巡査：若尾義昭、質屋の主人：邦創典 柳沢優一、関根信昭、西川幾雄／豊村真理子、小海とよ子、尾崎八重 「ポエム」マスター：三津田健                                                               |
| 第48話 | 6月15日        | 影への挑戦               | 小川英 鴨井達比古          | 土屋統吾郎 | 内田宗吉：ハナ肇 高田公夫：磯村昌男、高田祥子：松井紀美江／七曲署部長：幸田宗丸 高田鑑識助手：北川陽一郎、小野松枝、八木和子、由起卓也、石川隆昭、門脇三郎 尾沢康彦：村野武範 |
| 第49話 | 6月22日        | そのとき、時計は止まった | 長野洋 小川英              | 山本迪夫   | 中島友子：川口晶 会社重役：野口元夫／雨宮和美、毛利幸子 クリーニング屋店主：里木佐甫良／鑑識課員：田中力、榛名潤一、芦沢孝子 米田正男：剛達人／橋爪功一：宇南山宏 |
| 第50話 | 6月29日        | 俺の故郷は東京だ!        | 小川英 中野顕彰            | 山本迪夫   | 野口麻子：坂口良子／古谷三郎：頭師佳孝 「宝亭」店主：木田三千雄、倉田工場長：松尾文人／加賀の取り巻き：中村俊男、加賀の取り巻き：磯村健治 武田昌之、中島公子／富士野幸夫、小坂生男 本田誠司：園田裕久／加賀高志：亀谷雅彦                                                                                   |
| 第51話 | 7月6日         | 危険を盗んだ女           | 田波靖男 四十物光男        | 竹林進     | 原田京子：大原麗子 奥村：土方弘／北川陽一郎、中華料理屋女将：岸井あや子 亀井三郎、宮田弘子、奥山正勝／金子富士雄、久本昇、久保田鉄男 秋山：武藤英司／松尾俊夫：灰地順 |
| 第52話 | 7月13日        | 13日金曜日マカロニ死す   | 小川英                     | 竹林進     | 内田宗吉：ハナ肇 松風はる美、都倉俊二：影山龍之／医師：弘松三郎 三枝美枝子、大川義幸／森本三郎、岡本隆 徳岡：上田忠好／岩田勉：上野山功一 |

## ジーパン刑事編
| 話数    | 放送日         | サブタイトル               | 脚本                       | 監督     | ゲスト |
| ------- | -------------- | -------------------------- | -------------------------- | -------- | --- |
| 第53話  | 1973年 7月20日 | ジーパン刑事登場!          | 鎌田敏夫                   | 高瀬昌弘 | 永井久美：青木英美、柴田たき：菅井きん 七曲署署長：南原宏治 中村竜三郎／テニスクラブ支配人：浅香春彦、テニスクラブの常連客：石井宏明 七曲署署員：鈴木治夫、改造拳銃の若者：藤田漸、桜町派出所巡査：池田生二／高橋ひとみ、中上孝子：秋吉久美子、菊地正孝 大場清枝：ひし美ゆり子／木村清：谷岡行二、山本の娘：木村由貴子     |
| 第54話  | 7月27日        | 汚れなき刑事魂             | 長野洋 小川英              | 高瀬昌弘 | 永井久美：青木英美、柴田たき：菅井きん 牧恭一：水谷豊 戸川組幹部：堀田真三／労務者：中島元、戸川組組員：村山達也 梅津圭助：門脇三郎、由起卓也、宇留木康二／川島健太郎：草間璋夫、木下哲也：今井和雄、滝田染子：東静子 平井栄三：見明凡太朗／池上平吉：武藤章生                                                             |
| 第55話  | 8月3日         | どぶねずみ                 | 鎌田敏夫                   | 山本迪夫 | 永井久美：青木英美 西山警部：平田昭彦 おでん屋店主：大村千吉、山下啓介／アパート大家：福田トヨ 本庁刑事：大宮幸悦、薬局店主：加藤茂雄／和泉喜和子、西郷昭治 矢沢トキ：武智豊子／坂口明男：高木門 |
| 第56話  | 8月10日        | その灯を消すな!            | 小川英 中野顕彰            | 山本迪夫 | 永井久美：青木英美 梶田：深江章喜／小西次郎：北条清、関口京子：紅景子 梶田組組員：岡部正純、土屋実：福崎和宏、近松敏夫／青田刑事：柄沢英二、梶田の部下：三上剛、山本修平 畠中課長：高城淳一／造船所社長：磯野秋雄、「ぼたん」店主：鈴木和夫 大和田：渥美国泰、浮浪者：江幡高志／斎藤：美川陽一郎                           |
| 第57話  | 8月17日        | 蒸発                       | 鴨井達比古                 | 斎藤光正 | 永井久美：青木英美、柴田たき：菅井きん 江原郁子：長内美那子 小坂：松本朝夫、仙波和之／情報屋：鮎川浩 倉田：木村博人、高田助手：北川陽一郎、川野耕司／都家歌六、石川隆昭、常陸雅史 西山署長：平田昭彦／江原行夫：山本耕一                                                                                                   |
| 第58話  | 8月24日        | 夜明けの青春               | 小川英 武田宏一            | 竹林進   | 永井久美：青木英美 西山署長：平田昭彦 徳岡：上田忠好、倉田：中庸介／平田守、畑中二郎：平野康 「いちふく」女将：槇ひろ子、東大二郎／田中志幸、堀内泰治、木島進介 木村実：峰竜太／山下直子：降旗文子 |
| 第59話  | 8月31日        | 生命の代償                 | 石松愛弘                   | 斎藤光正 | 永井久美：青木英美 井村太一：小山田宗徳 中光商事輸入促進課長：佐原健二／本庁二課刑事：小笠原弘、久野聖四郎 野崎康江：西朱実、野崎良子：井岡文代／佐瀬陽一、野口英行 井村和代：幾野道子／中光商事常務：加賀邦男、倉持部長：杉江広太郎                                                                                       |
| 第60話  | 9月7日         | 新宿に朝は来るけれど       | 小川英 鴨井達比古          | 竹林進   | 永井久美：青木英美、柴田たき：菅井きん 秋山恵美：桃井かおり 京子：山吹まゆみ／災害対策研究所主任：片山滉、居酒屋女将：上野綾子 高田助手：北川陽一郎、ヒッピー：阿藤海、ヒッピー：杜沢泰文／六人部健一、築地博、渋谷健三 中原和己：大塚周夫、野川：服部哲治／中原弘子：伊井利子                                             |
| 第61話  | 9月14日        | 別れは白いハンカチで       | 田波靖男 四十物光男 小川英 | 山本迪夫 | 永井久美：青木英美、柴田たき：菅井きん 村岡房江：浜美枝 松山栄：黒部進／土井：内田勝正、土田：宮口二郎 麻薬取締官：中島元、菊池英夫：影山龍之、田川恒夫／トラック運転手：小沢直平、岡本隆、鴨志田和夫 謎の女：恵美（フィーミー）／沢井庄吾：川合伸旺                                                                       |
| 第62話  | 9月21日        | プロフェッショナル         | 長野洋 小川英              | 山本迪夫 | 永井久美：青木英美 榎本：郷鍈治 北川かおる：三林京子／尾崎：柳生博、山内弘：城所英夫 桐生かほる／情報屋：大村千吉、森本三郎 糸山源次郎：大滝秀治 |
| 第63話  | 9月28日        | 大都会の追跡               | 鎌田敏夫                   | 竹林進   | 永井久美：青木英美 山下美沙子：夏純子 戸川組幹部：田中浩／前野妙子：皆川妙子、山下高雄：宗近晴見 常東信用金庫南町支店長：石井宏明、高橋写真館店主：今井和雄／友田順子、宮田弘子 矢島義則：江守徹 |
| 第64話  | 10月5日        | 子供の宝・大人の夢         | 小川英                     | 竹林進   | 永井久美：青木英美 梅田社長：千秋実 高木専務：福岡正剛、菅原チネ子／大口寛、八代るみ子、一郎：松田洋治 梅田玩具社員：門脇三郎、由起卓也、梅田玩具社員：勝部義夫／債権者：草間璋夫、石川隆昭、金子富士雄、林寛一 西山署長：平田昭彦／牧村誠一郎：武藤英司                                                                   |
| 第65話  | 10月12日       | マカロニを殺したやつ       | 長野洋 小川英              | 山本迪夫 | 永井久美：青木英美 早見淳：萩原健一（第38話、第52話、前OPからのライブラリ出演） 木村夏子：津田京子、糸山譲：村山達也／井沢義男：水谷邦久、情報屋：沢村いき雄 煙草屋の店主：戸田春子、田畑ゆり、ビル工事関係者：池田生二、糸山の弟分：藤田漸／亀井三郎、学生：山西道広、バーテンダー：桜井克明、島もとき 西山署長：平田昭彦 |
| 第66話  | 10月19日       | 生きかえった白骨美人       | 田波靖男 四十物光男 小川英 | 山本迪夫 | 永井久美：青木英美 川上美子：天地総子／寺岡：西沢利明 松沢博士：梅野泰靖、山本勝／田口和子：伊藤めぐみ、黒田郷子 披岸喜美子、山田澄子：桂木美加、ホステス：麻里ともえ、石橋曉子、泉たけし、大野広高 田口良三：浜村純 |
| 第67話  | 10月26日       | オリの中の刑事             | 市川森一                   | 竹林進   | 永井久美：青木英美 鮫島勘五郎：藤岡琢也 藤沢修：明石勤／横井光枝：加藤眞知子 「さくら荘」大家：福田トヨ、藤沢浩子：香川リサ／石光豊、国井正広、本庁刑事：大宮幸悦 西山署長：平田昭彦／城北署署長：加藤和夫 |
| 第68話  | 11月2日        | 一万人の容疑者             | 長野洋 小川英              | 竹林進   | 辻本太一：門岳五郎 辻本悠子：川口敦子、辻本大助：沖正夫 |
| 第69話  | 11月9日        | 初恋への殺意               | 鎌田敏夫                   | 児玉進   | 森岡悦子：稲垣光穂子 清水京子：沢まき子／浜代：目黒幸子 不動産屋：山田禅二／亀井和子、福富製氷警備員：加藤茂雄 森岡慎一郎：家弓家正／清水美保：石井麗子 福富一郎：松宮五郎 |
| 第70話  | 11月16日       | さよならはいわないで       | 柏倉敏之                   | 児玉進   | 永井久美：青木英美 柚木麻江：有吉ひとみ 直木晶子／発砲犯：小原秀明 北口初代：川口節子、安田泰三／松田剣 影山：川辺久造 |
| 第71話  | 11月23日       | 眠りの中の殺意             | 永原秀一 蘇武路夫          | 石田勝心 | 永井久美：青木英美 神谷雅彦：長谷川哲夫／神谷紀子：北川めぐみ 松沢博士：梅野泰靖／中村一夫：富川澈夫、三浦：松尾文人 北川：小倉雄三、関根信昭、アレビット英会話スクール事務員：龍のり子／山口譲、奥山正勝、林寛一 堀越雄作：内田朝雄                                                                                       |
| 第72話  | 11月30日       | 海を撃て!!ジーパン         | 鎌田敏夫                   | 竹林進   | 永井久美：青木英美 加納修：山西道広／ジョン・スミス：トニー・セトラ スナック店主：夏川圭、築地博、今井和雄 三戸悦子、高橋美知子、金子美智代 金森先生：石山克己／和田文夫 |
| 第73話  | 12月7日        | 真夜中に愛の歌を           | 小川英 中野顕彰            | 竹林進   | 永井久美：青木英美 上村学：堀内正美／坂本陽子：中田喜子 牧美恵子：森みつる、東日ラジオディレクター：石井宏明／小貫端恵、「ファニー」マスター：鹿島信哉 内山朋子、西村一正、佐藤靖／生方中、遠藤義徳、中楯富久子 マイケル中江：渥美国泰                                                                                     |
| 第74話  | 12月14日       | ひとりぼっちの演奏会       | 長野洋                     | 石田勝心 | 永井久美：青木英美 川合隆夫：佐藤仁哉 「テアトロ」マスター：山本廉、マンション管理人：加藤茂雄、北川陽一郎 剣崎龍次、岩田博行／「ダーティーエンジェルス」メンバー：広田正光、相馬優子、渡部雄二 須田一郎：成瀬昌彦 |
| 第75話  | 12月21日       | 仕掛けられた銃声           | 永原秀一 峯尾基三          | 石田勝心 | 永井久美：青木英美 佐山卓：土屋嘉男 片桐浪江：木内みどり 片桐哲夫：根岸一正、天坊準 早坂ひとみ、夏木順平 |
| 第76話  | 12月28日       | おふくろ                   | 鎌田敏夫                   | 児玉進   | 永井久美：青木英美、柴田たき：菅井きん 山下院長：武藤英司 町田勇一：小原秀明、町田和子：北原一実 石井麗子、高尾礼子／山口雅生、与力恵子 喫茶店店主：向井淳一郎、二瓶鮫一／伊藤健、夏木順平 |
| 第77話  | 1974年 1月4日  | 五十億円のゲーム           | 小川英 武末勝              | 児玉進   | 西山署長：平田昭彦／永井久美：青木英美 警視総監：藤田進 社会部デスク：草薙幸二郎、ウラン研究者：高原駿雄 さくら銀行支店長：奥野匡／森川三郎：重松収、田村勝彦、前田哲郎 日本原子力研究センター所長：片山滉、山本武／関口真砂子、斉藤英雄、七曲署幹部：入江正徳                                                             |
| 第78話  | 1月11日        | 恐怖の瞬間                 | 鎌田敏夫                   | 竹林進   | 永井久美：青木英美 風間五郎：門岳五郎 坂田の兄：井上博一／本田真由美：小野恵子、坂田明夫：木下清 佐伯真一郎：山田禅二、坂田夫人：夏川圭／本庁の刑事：小倉雄三、田川恒夫 松下昌司、石川隆昭／自動車修理工場長：邦創典、森本三郎、鈴木治郎                                                                                   |
| 第79話  | 1月18日        | 鶴が飛んだ日               | 長野洋                     | 竹林進   | 永井久美：青木英美 中尾：深江章喜 柚木麻江：有吉ひとみ、高沢紀子：北島マヤ 高橋：中井啓輔／中尾の部下：団巌、麻薬取締官：西田昭市 伊東：大宮幸悦、中尾の部下：戸塚孝、岡本隆／草間璋夫、江崎純也、伊藤健 |
| 第80話  | 1月25日        | 女として 刑事として        | 柏倉敏之                   | 澤田幸弘 | 永井久美：青木英美 中村浩司：小野進也 町田：木村豊幸、田宮ゆかり：松崎緑子 市村博、清水幸夫：手塚茂夫、大川：高橋明 焼鳥屋の客：加藤茂雄、小澤憲一郎、本田淳子、築地博 |
| 第81話  | 2月1日         | おやじバンザイ!            | 今村明男 小川英            | 澤田幸弘 | 永井久美：青木英美 野崎俊一：石垣恵三郎、野崎良子：井岡文世 小野夏子：右京千晶、野崎康江：西朱実 小野：松平健、川野耕司、平井刑事：石井宏明 小川光明、小泉博孝、根本清和、佐山泰三 |
| 第82話  | 2月8日         | 最後の標的                 | 長野洋                     | 高瀬昌弘 | 永井久美：青木英美 根来新平：北村和夫 銃器室の巡査：西川敬三郎、情報屋：池田生二／富山平太郎：松下達夫 吉田静司、府川房代、町田和子：戸島一実、清水石明美 国井正広、折尾哲郎、佐藤勝貫、森下明 |
| 第83話  | 2月15日        | 午前10時爆破予定           | 小川英 柏倉敏之            | 高瀬昌弘 | 永井久美：青木英美 城東大学病院院長：加藤武 郡司教授：波多野憲、安西成夫：武岡淳一 吉岡勝：田利之、城東大学病院の看護婦：東静子、川口節子、大沢自動車修理工場長：鈴木治夫 岩瀬ゆう子、渡辺市松、内山朋子、市川ひろし |
| 第84話  | 2月22日        | 人質                       | 永原秀一 峯尾基三          | 竹林進   | 西山署長：平田昭彦／永井久美：青木英美 白石登：高峰圭二、霧島修司：原口剛 東名信用金庫支店長：森山周一郎／中野英夫：中山克巳、長谷川医師：中村雅俊 東名信用金庫行員：伊藤めぐみ、志賀正浩、佐藤耀子 村山憲三、菊地正孝、松下昌司、中村文孝                                                                                 |
| 第85話  | 3月1日         | おやじに負けるな           | 田波靖男                   | 竹林進   | 永井久美：青木英美、柴田たき：菅井きん 山本吉三：有島一郎 田中社長：森塚敏、中川：外山高士 芹川洋、黒田清子、渡辺ふさ子、山本三郎 中光貿易社員：加藤寿、中光貿易社員：大宮幸悦、新井一夫、浅井哲男 |
| 第86話  | 3月8日         | 勇気ある賭け               | 長野洋                     | 山本迪夫 | 西山署長：平田昭彦／永井久美：青木英美 「箱根の人」：宇佐美淳 国立衛生研究所博士：加賀邦男／警察幹部：鈴木瑞穂 上田：大木正司、青木：高森玄／港署捜査課課長：綾川香 チンピラ：鈴木和夫、三上定良、久本昇、家政婦：林靖子                                                                                                   |
| 第87話  | 3月15日        | 島刑事・その恋人の死       | 柏倉敏之                   | 山本迪夫 | 永井久美：青木英美 水沢悠吉：浜田寅彦 悠木麻江の母親：幾野道子／柚木麻江：有吉ひとみ 岩本正光：中村孝雄、白井辰純：水谷邦久 真山京子、雨宮和美、大坪日出代 |
| 第88話  | 3月22日        | 息子よ、お前は……           | 小川英 田波靖男 四十物光男 | 竹林進   | 永井久美：青木英美 西山署長：平田昭彦 宮崎和命、セキトラ・カーアクション／池谷：矢野間啓二、西山幸男：福沢良 佐々木睦雄、大和田由紀、林寛一／金子富士雄、記者：鹿島信哉、石川隆昭 西山夫人：南風洋子 |
| 第89話  | 3月29日        | 地獄の再会                 | 市川森一                   | 竹林進   | 永井久美：青木英美 鮫島勘五郎：藤岡琢也 渋沢の母：塩沢とき、山中貞則 青木孝文：勝野睦浩（勝野洋）※テスト出演、佐竹一男、鶴間邦彦：関虎実 鮫島玉枝：北あけみ |
| 第90話  | 4月5日         | 非情の一発                 | 長野洋                     | 児玉進   | 永井久美：青木英美 坂田：内田良平 檜垣五郎：神田隆／河野：船戸順 江島マリ：片山由美子、青沼三朗 塚田末人、相馬優子、今井英次 |
| 第91話  | 4月12日        | おれは刑事だ!              | 小川英 中野顕彰            | 児玉進   | 永井久美：青木英美 矢部進：伊東四朗 高辻誠一郎：渥美国泰／スリの源三：江幡高志、洋子：黒沢のり子 吉見夫人：本山可久子、吉見：飯沼慧／高辻の手下：畠山麦、高辻の手下のヤクザ：仙波和之、老婆：本間文子 市川ひろし、渡部市松、田沢祐子／野村光絵、安田隆、星野富士雄                                                         |
| 第92話  | 4月19日        | シンデレラ刑事             | 田波靖男 四十物光男        | 竹林進   | 永井久美：青木英美 高畠信一：佐々木剛 野崎康江：西朱実／野崎良子：井岡文世、野崎俊一：石垣恵三郎 若尾義昭、記者：小倉雄三／山本純一、記者：永谷悟一、伊藤健 高畠社長：多々良純 |
| 第93話  | 4月26日        | 真実の詩                   | 柏倉敏之                   | 竹林進   | 永井久美：青木英美 新井耕一：山本紀彦 新井治：剛達人、田所：吉岡ゆり 新井兄弟の知人：福山象三、前川信雄：内藤栄造 中川：朝倉隆、亀井三郎、直木みつ男 |
| 第94話  | 5月3日         | 裏切り                     | 鎌田敏夫                   | 木下亮   | 永井久美：青木英美 高村八重：横山リエ 飯野部長：宮川洋一、下田ゲン：山口嘉三 文男：所雅樹、律子：遠藤孝子 菅原慎予、菊地正孝、河合良子 |
| 第95話  | 5月10日        | 愛のシルクロード           | 長野洋                     | 木下亮   | 永井久美：青木英美 及川弥生：杉田景子 伊藤啓一：山西道広 青木敏夫、森本三郎、尾崎八重 佐藤勝貫、荒井一雄、小坂育男 |
| 第96話  | 5月17日        | ボスひとり行く             | 長野洋                     | 斉藤光正 | 永井久美：青木英美 神田公恵（上村琴江）：赤座美代子 大滝：今井健二 野々浩介、上村：杉山元、高野：香月淳／三田村辰雄：下塚一二、笹尾一行、池田宗博、茂木正、松田剣、竜神会組員：丹古母鬼馬二 三田村平吉：信欣三 |
| 第97話  | 5月24日        | その子に罪はない!          | 播磨幸治                   | 斉藤光正 | 永井久美：青木英美 島田警部：伊藤孝雄 市川勝：石橋蓮司 山村高子：町田祥子、今寺よし子：服部妙子 平田守、小高まさる、清水吾郎、山田禅二 |
| 第98話  | 5月31日        | 手錠                       | 柏倉敏之                   | 野村孝   | 永井久美：青木英美 松沢達夫：溝口舜亮 中光商事社長：五藤雅樹、大型犬の飼い主：菅沼赫 三原雄次：上田耕一、北里溶接所工員：広田正光 サラリーマン風の男：今井和男、高村透、春江ふかみ |
| 第99話  | 6月7日         | 金で買えないものがある     | 小川英 田波靖男 四十物光男 | 野村孝   | 永井久美：青木英美、柴田たき：菅井きん 及川とみ：一の宮あつ子 及川の息子の妻：桜田千枝子、及川の息子：うたた賢 内本浩治：田中力、田川恒夫、九重ひろ子 天理淳、安田泰三、上沢知子 |
| 第100話 | 6月14日        | 燃える男たち               | 小川英                     | 竹林進   | 永井久美：青木英美 北見警視：垂水悟郎 滝沢：見明凡太朗／警察幹部：鈴木瑞穂 誘拐犯：清水綋治、丸山：西田健／池野弘子：嘉手納清美 滝川夫人：上野綾子、石川真知子、久本昇／誘拐犯：手塚しげお、土井：遠藤征慈 |
| 第101話 | 6月21日        | 愛の殺意                   | 鎌田敏夫                   | 竹林進   | 永井久美：青木英美 今井紀子：酒井和歌子 今井誠行：村井国夫 若い男：田利之、佐々木敬子、マンション管理人：五月晴子 |
| 第102話 | 6月28日        | 愛が終った朝               | 市川森一                   | 木下亮   | 三好秋子：江夏夕子 吉行昭：内田喜郎 麻薬密輸団の一味：三井恒、七曲署警邏部部長：向井淳一郎 石井礼子、長田純一、長橋悟 |
| 第103話 | 7月5日         | 狼を見た少年               | 柏倉敏之                   | 木下亮   | 永井久美：青木英美 小松健治：上田忠好 谷内務：小高賢 前原夫人：目黒幸子、谷内常夫：橋爪功 安藤純子、戸川：石山克己、田沼：石丸博也 |
| 第104話 | 7月12日        | 葬送曲                     | 播磨幸治                   | 竹林進   | 杉本茂：宮本和男 杉本巡査長：長浜藤夫／花田三郎：沖田駿一 西川敬三郎、根岸智夫：小倉雄三、神田正夫 新井孝文、「アシュラ」メンバー：荒木生徳、松野邦夫、林寛一、今井和男 |
| 第105話 | 7月19日        | この仕事が好きだから       | 長野洋                     | 竹林進   | 永井久美：青木英美 森山彩子：松木路子 森山太一：池田秀一 加藤の母親：槙ひろ子、八代るみ子 関虎実(セキトラ・カーアクションプロ)／石川敏、鳴海吾郎、川原憲：兼松隆 |
| 第106話 | 7月26日        | 着陸地点なし!              | 長野洋                     | 山本迪夫 | 臼井正明、石川博、島田茂、灰地順 |
| 第107話 | 8月2日         | 光のなかを歩め             | 柏倉敏之                   | 木下亮   | 永井久美：青木英美 大坪有紀：柏木由紀子 大坪修司：柴田侊彦 矢部：中井啓輔 医師：片山滉、橋本恵美子、高木：金井進二 |
| 第108話 | 8月9日         | 地獄の中の愛               | 播磨幸治                   | 木下亮   | 永井久美：青木英美 戸川岩男：田口計 亮：谷岡行二、津森恵：菅本烈子 津森泰造：五藤雅博、青沼三朗 粕谷正治、城南大学バスケットボール部部員：吉中正一、山尾範彦 |
| 第109話 | 8月16日        | 俺の血をとれ!              | 小川英 朝倉千筆            | 山本迪夫 | 永井久美：青木英美 三郎：水谷豊 飯田：横光勝彦 東和航空出版社社員：綾川香、喜美子：吉田未来 運転手：小沢直平、宝石店店主：松尾文人／宝石店店員：竹田将二（後の竹田光裕）、菅原慎予、尾崎八重 |
| 第110話 | 8月23日        | 走れ!猟犬                  | 長野洋                     | 山本迪夫 | 永井久美：青木英美 梶田登：今井健二 梶田の共犯：石山政五郎 ヒッピー：福崎和宏、競艇場の情報屋：小高まさる パチンコ屋のサンドイッチマン：花巻五郎、(セキトラ・カーアクション)：関虎実 |
| 第111話 | 8月30日        | ジーパン・シンコその愛と死 | 小川英                     | 山本迪夫 | 永井久美：青木英美、柴田たき：菅井きん 内田宗吉：ハナ肇 会田実：手塚しげお 智子：皆川妙子／光ストア店長：石井宏明、鳥井忍、辻義一、鹿島信哉 竜神会組員：苅谷俊介、浅野謙次郎、森正親、西山健司 |